# Господари пакла 8: Свет пакла
Господари пакла 8: Свет пакла (енгл. Hellraiser: Hellworld) амерички је хорор филм из 2005. године, редитеља Рика Боте, са Дагом Бредлијем, Ленсом Хенриксеном, Кетрин Виник, Кристофером Жакоом, Харијем Пејтоном, Хенријем Кавилом и Аном Толпут у главним улогама. Сценарио је базиран на краткој причи Џоела Сојсона, Тама не може да дише, и оригинално није био замишљен као још један филм у серијалу Господари пакла.
Филм је произашао из уговорне обавезе продукцијских кућа да након снимања седмог дела у Румунији, у кратком временском периоду сниме и осми на истој локацији. Дистрибуиран је директно на видео, уз неколико мањих приказивања на филмским фестивалима. Ленс Хенриксен тумачи једну од главних улога. Њему је првобитно била понуђена улога Френка Котона, у првом делу серијала, али ју је одбио због преклапања са снимањем Близу таме (1987). Ово је последњи филм у серијалу, у ком улогу Пинхеда тумачи Даг Бредли.
Осми део серијала је добио негативне оцене критичара, али ипак нешто позитивније од свог претходника. Нови наставак објављен је 2011. у режији Виктора Гарсије и носи наслов Господари пакла 9: Откровење.

## Радња
Група од пет тинејџера игра онлајн видео-игрицу која је базирана на серијалу Господари пакла. Када један од њих изврши самоубиство, остали осећају страшну грижу савести, јер му нису помогли иако су видели да игрица утиче негативно на њега. Две године касније, осталих четворо добијају позив на журку за фанове ове видео-игре и ствари крећу по злу...

## Улоге
| Глумац          | Улога               |
| --------------- | ------------------- |
| Даг Бредли      | Пинхед              |
| Ленс Хенриксен  | домаћин             |
| Кристофер Жако  | Џејк                |
| Кетрин Виник    | Челси               |
| Хари Пејтон     | Дерик               |
| Ана Толпут      | Алисон              |
| Хенри Кавил     | Мајк                |
| Стелијан Уријан | Адам                |
| Десире Малонга  | маскирана плесачица |
| Мајк Џеј Реган  | Чатерер             |